# Bay News 9
Bay News 9 (officiellement connu sous le nom de: "Spectrum Bay News 9") est une station de télévision de St. Petersburg en Floride, détenue par Charter Communications et qui dessert la zone de la baie de Tampa.

## Histoire
La station a été fondée sur 24 septembre et donne des mises à jour météorologiques toutes les 10 minutes "sur les l'neufs" et plus fréquemment lors de conditions météorologiques graves.
En 2002, Bay News 9 a été la première chaîne de télévision de la région à fournir un système radar Doppler VIPIR. En 2007, Bay News 9 est devenue la première station de Floride, et l'une des rares stations, à fournir un système de radar Doppler bipolaire. Le lundi 5 janvier 2009, Bay News 9 a lancé son système radar Doppler amélioré appelé Klystron 9.

Bay News 9 a été vu à l'origine sur le canal 9 sur tous les systèmes, à l'exception du comté de Pasco, où il a été vu sur le canal 6. Le 7 août 2013, Bright House Networks a déplacé Bay News 9 sur le canal 9 du comté de Pasco, faisant de Bay News 9 disponible sur tous les systèmes de câble de Bright House dans la région de Tampa Bay. Les bulletins de nouvelles (à l'exception de Your Morning News) sont enregistrés pour des émissions répétées avec des nouvelles de dernière heure et des prévisions météorologiques insérées presque toutes les heures.